# Karstia cordata
Espèce
Karstia cordata est une espèce d'araignées aranéomorphes de la famille des Theridiosomatidae.

## Distribution
Cette espèce est endémique de Chongqing en Chine,.

## Description
Le mâle holotype mesure 1,96 mm et la femelle paratype 1,93 mm

## Publication originale
- Dou & Lin, 2012 : Description of Karstia cordata sp. nov. (Araneae, Theridiosomatidae) from caves in Chongqing, China. Acta Zootaxonomica Sinica, vol. 37, p. 734-739.